# 다나카 슌이치
다나카 슌이치(일본어: 田中 俊一, 1987년 9월 13일 ~ )는 일본의 전 축구 선수이다.

## 구단 경력
과거 로아소 구마모토에서 활동하였다.